# Krasnyj Bor (Šatkovskij rajon)
Krasnyj Bor è un centro abitato della Russia.